# Иванов, Николай Петрович (генерал-майор)
Николай Петрович Иванов (12 декабря 1900, село Никольское, ныне Красноярский район, Астраханская область — 11 июня 1975, Москва) — советский военный деятель, Генерал-майор (1941 год), доцент (1947 год), кандидат военных наук (1951 год).

## Начальная биография
Родился 12 декабря 1900 года в селе Никольское ныне Красноярского района Астраханской области.

## Военная служба

### Гражданская война
В декабре 1918 года был призван в ряды РККА и служил красноармейцем-письмоводителем Революционного военного трибунала Кавказского фронта. С июня 1919 года был курсантом Астраханских пехотных командных курсов, в составе которых принимал участие в боях на Южном фронте под Астраханью против войск под командованием генерала А. И. Деникина. В конце августа 1919 года в бою в районе сел Басы и Михайловна был ранен в грудь.
В октябре 1919 года был назначен на должность командира взвода 303-го стрелкового полка (34-я стрелковая дивизия), ведшей бои в районе Царицына и Чёрного Яра, в феврале 1920 года — на должность командира взвода Астраханского территориального полка, в мае — на должность командира взвода и роты Царицынского территориального полка, в ноябре — на должность командир маршевой роты Самарского запасного полка.

### Межвоенное время
С января 1921 года служил на должности командира взвода, а затем — на должности заведующего оружием 38-х Пятигорских пехотных курсов, с января 1922 года — на должности помощника командира роты Новочеркасской военно-хозяйственной школы, с апреля — на должности заведующего оружием и командира взвода Ростовских курсов действующих родов войск. С января 1923 года служил в 39-м стрелковом полку (13-я стрелковая дивизия) на должностях командира взвода, помощника командира роты, временно исполняющего должность командира батальона, адъютанта штаба полка. С марта 1923 по январь 1924 года принимал участие в боях против бандформирований на Кавказе.
С ноября 1924 года по январь 1925 года Иванов был слушателем специального курса Владикавказской пехотной школы, по окончании которого вернулся обратно в 39-й стрелковый полк на должность помощника начальника штаба, а затем временно исполнял должность начальника штаба полка.
С сентября 1925 года проходил обучение в Военной академии РККА имени М. В. Фрунзе, по окончании которой в июле 1928 года был назначен на должность начальника этапно-транспортной службы штаба 2-го стрелкового корпуса, в июне 1929 года — на должность заместителя начальника штаба и временно исполняющего должность начальника штаба этого корпуса.
С марта 1930 года был слушателем КУВНАС РККА. В апреле того же года был назначен на должности помощника начальника отдела и начальника сектора 1-го управления Генштаба РККА, в мае 1935 года — на должность помощника начальника отделения 1-го отдела Генштаба РККА, а в марте 1936 года — на должность командира 191-го стрелкового полка (64-я стрелковая дивизия).
С апреля 1937 года по май 1938 года принимал участие в Гражданской войне в Испании, дважды был контужен. В июле 1938 года после возвращения в СССР был назначен на должность начальника штаба 57-го особого стрелкового корпуса ОКДВА, а в августе того же года — на должность военного атташе Полпредства СССР в Китае. Был награждён китайским орденом «Победное Знамя».
С апреля 1940 года состоял в распоряжении 5-го управления РККА, а в июле был назначен на должность заместителя начальника штаба, он же начальник оперативного отдела штаба 16-й армии Забайкальского военного округа, с октября — на этой же должности в штабе округа, с мая 1941 года — на должность начальника штаба 6-й армии Киевского военного округа.

### Великая Отечественная война
С началом Великой Отечественной войны Иванов находился на той же должности. Армия была развернута на львовском направлении и участвовала в приграничном сражении северо-западнее Львова, а затем вела тяжёлые оборонительные бои, отступая на Броды, Ямполь, Бердичев. В июле — начале августа армия принимала участие в Киевской оборонительной операции, отражая наступление противника на уманском направлении. В ходе этих боев в начале августа противник окружил 6-ю и 12-ю армии. При прорыве из окружения в направлении Тальное, Звенигородка, Шпола, Смела, Черкассы Николаю Петровичу Иванову было поручено возглавить тыловую колонну, но при прорыве колонна была разгромлена, а сам Иванов был ранен в руку и шею и госпитализирован.
После лечении в сентябре 1941 года был назначен на должность начальника штаба 9-й армии (10 сентября — 31 декабря 1941) Южного фронта. В этой должности принимал участие в Донбасской оборонительной, Ростовских оборонительной и наступательной операциях. В феврале 1942 года был назначен на должность начальника штаба армейской группы войск Южного фронта под командованием генерала Ф. В. Камкова, а в апреле — на должность начальника штаба 18-й армии, участвовавшей в оборонительных операциях на Дону, Кубани, в предгорьях Кавказа, а также в Армавиро-Майкопской операции. В сентябре 1942 года был назначен на должность начальника штаба 56-й армии, которая в составе Черноморской группы войск (Закавказский фронт) вела оборону на туапсинском направлении, а в декабре того же года — на должность начальника штаба управления тыла Закавказского фронта.
С апреля 1943 года состоял в распоряжении ГУК НКО, а в июне был назначен на должность начальника штаба 11-й гвардейской армии, участвовавшей в Курской битве и Орловской наступательной операции. В декабре 1943 года был назначен на должность заместителя командующего 39-й армией, участвовавшей в Витебско-Оршанской, Каунасской, Мемельской и Инстербургско-Кенигсбергской наступательных операциях, а также в освобождении Прибалтики.
С 25 февраля по 29 апреля 1945 года Николай Петрович Иванов исполнял должность командира 5-го гвардейского стрелкового корпуса вместо выбывшего по ранению генерал-лейтенанта И. С. Безуглого. Корпус принимал участие в Кёнигсбергской и Земландской операциях. В конце апреля был вновь назначен на должность заместителя командующего 39-й армией.
В мае 1945 года армия была передислоцирована в Монголию, где была включена в состав Забайкальского фронта. В ходе советско-японской войны принимала участие в Хингано-Мукденской наступательной операции.

### Послевоенная карьера
С окончанием войны Иванов учился в Высшей военной академии имени К. Е. Ворошилова, по окончании которой с мая 1949 года в этой же академии работал на должностях старшего преподавателя, заместителя начальника кафедры истории военного искусства (с сентября 1956 года — кафедра истории войн и военного искусства), а с апреля 1958 года — старшего преподавателя кафедры оперативного искусства.
В октябре 1959 года генерал-майор Николай Петрович Иванов вышел в запас. Умер 11 июня 1975 года в Москве.

## Воинские звания
- Майор — 29 ноября 1935;
- Полковник — 4 апреля 1937;
- Комбриг — 15 июня 1938;
- Генерал-майор — 9 декабря 1941.

## Награды
- Орден Ленина (21.02.1945);
- Четыре ордена Красного Знамени (22.10.1937, 3.11.1944, 19.04.1945, 26.01.1949);
- Орден Суворова 2 степени (4.07.1944);
- Орден Кутузова 2 степени (27.08.1943);
- Медали;
- Иностранный орден[1].